# 마카이 워즈
마카이 워즈(Makai Wars, 일본어: 魔界ウォーズ)는 2018년에 안드로이드 (운영체제)와 iOS용으로 니폰이치 소프트웨어가 출시한 모바일 비디오 게임이다. 원래는 플레이스테이션 3 비디오 게임 콘솔과 플레이스테이션 포터블용으로 출시할 계획이었다.

## 역사
마카이 워즈는 E3 2004에서 플레이스테이션 포터블용 출시 예정 RPG로 발표되었다. 그러나 수개월간 어떠한 새로운 정보도 없이 표류하다가 2005년 홀딩되었다. 그 해 후반에 2005 도쿄 게임쇼에서 마카이 워즈는 플레이스테이션 3용으로 출시될 것이라고 발표되었다. 그러나 또한 어떠한 정보도 없이 이 게임은 취소되거나 무기한 연기될 것처럼 보였다.
2022년 8월 22일에는 10월 21일 라이브 서비스를 중단한다고 발표했다.